# Zakrzów (Oleśnica)
Pour les articles homonymes, voir Zakrzów.
Zakrzów est une localité polonaise de la gmina de Twardogóra, située dans le powiat d'Oleśnica en voïvodie de Basse-Silésie.